# Famille Adorno
Pour les articles homonymes, voir Adorno.

La famille Adorno est une des principales familles patriciennes de la république de Gênes, qui donna plusieurs doges à la ville. Appartenant au parti gibelin, elle lutta pendant près de 200 ans contre la famille Fregoso et leur rivalité plongea la République à plusieurs reprises dans l'anarchie.

## Personnalités: doges de Gênes

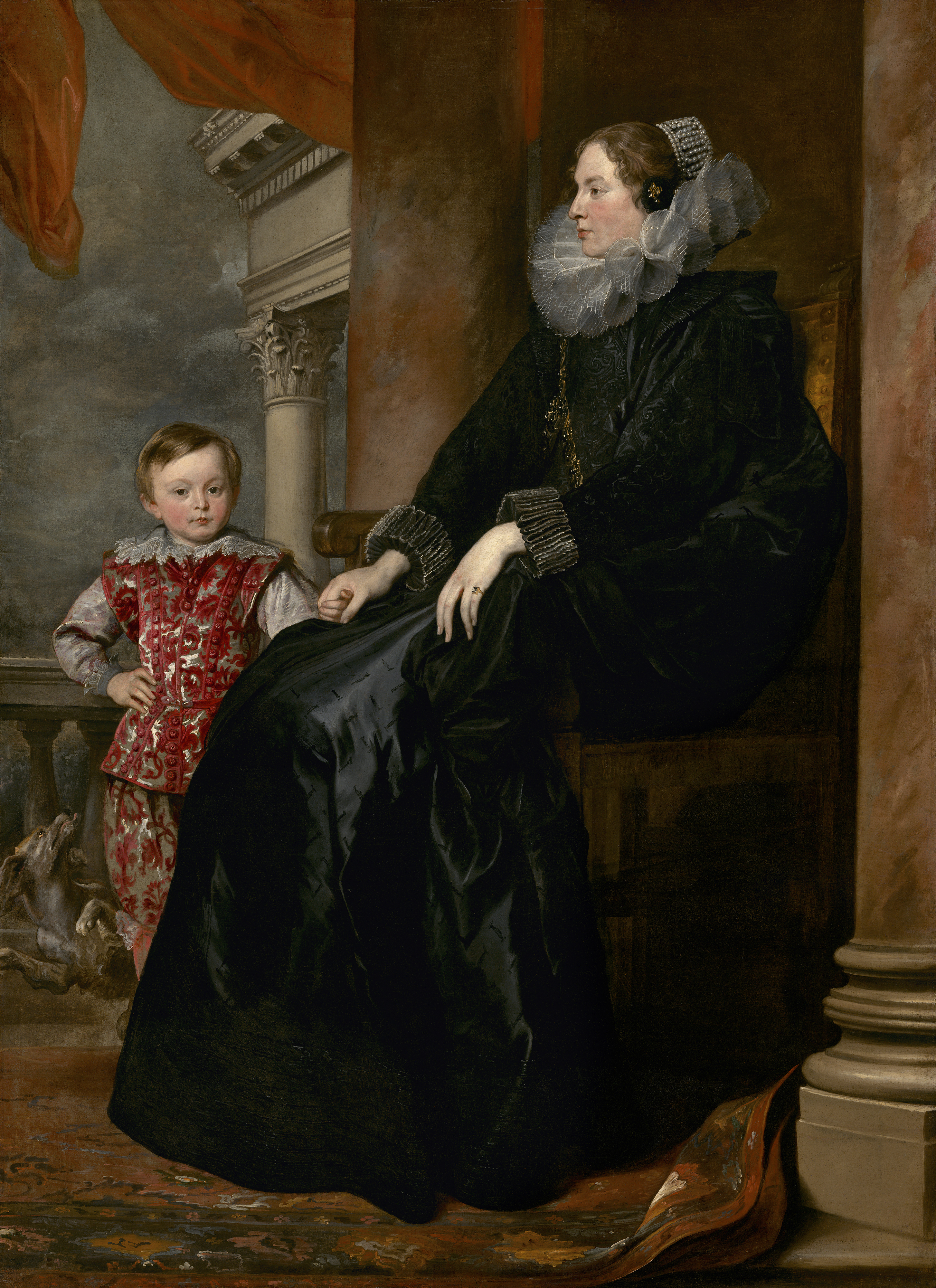
Portrait de Paolina Adorno, 1626
par Antoine van Dyck
National Gallery of Art, Washington.

Liste donnée par le Bouillet :
- Gabriele, qui fut élu par le peuple en 1363 et succéda à Simone Boccanegra. Premier doge, il dut partir en exil en 1371 et fut remplacé par Domenico Fregoso ;
- Antoniotto (1340-1398), qui fut élu 1384 et puis quatre fois déposé et rétabli ;
- Georges, élu en 1413, qui abdiqua deux ans après ;
- Thomas, qui gouverna de 1415 à 1421 ;
- Raphaël, élu en 1443, qui se démit en 1447
- Barnabé qui s'empara du pouvoir à la retraite de Raphaël en 1447 et qui eut à combattre Jean Fregoso ;
- Prosper, élu en 1461, qui chassa les Français de Gênes et fut deux fois forcé par la faction Fregoso de quitter sa patrie ;
- Antoniotto II (1479-1528), élu en 1513, qui fut dépossédé la même année par Octavien Fregoso, puis rétabli en 1522 avec l'aide de Charles Quint, et définitivement expulsé en 1528, par Andrea Doria, à la tête d'une flotte française. Andrea Doria mit fin aux querelles des Adorno et des Fregoso, en leur excluant définitivement du pouvoir et les forçant même à abandonner leur nom.

## Postérité
La famille Adorno est réputée éteinte en 1634. Titres, fiefs et nom ont été passés par héritage à la famille Botta, de Milan, connue depuis 1298 (Simone Botta, de Cremone), et appelée depuis lors Botta Adorno. Elle s'éteint à son tour en 1882.